# Gilmar Silva Santos
Gilmar Silva Santos noto solo come Gilmar (Ubatã, 9 marzo 1984) è un ex calciatore brasiliano, di ruolo attaccante.

## Carriera
Ha giocato nella prime due serie del campionato brasiliano, nella massima serie giapponese e nella seconda serie francese.

## Palmarès

### Club

#### Competizioni statali
- Campionato Baiano: 5

Vitória: 2000, 2002, 2003, 2004, 2005
- Campionato paulista: 1

Santos: 2006

#### Competizioni regionali
- Copa do Nordeste: 1

Vitória: 2003